# Barcarole in der Nacht
Barcarole in der Nacht ist der Titel eines Schlagers, der als Slowfox von Werner Scharfenberger komponiert wurde und dessen Text von Kurt Feltz stammt. Gesungen von der US-amerikanischen Sängerin Connie Francis wurde das Lied 1963 in den deutschen Hitparaden zu einem Nummer-eins-Hit. Die Melodie von Scharfenberger hat nichts mit Jacques Offenbachs Barcarole aus Hoffmanns Erzählungen von 1881 zu tun.

## Entstehung
Connie Francis sang seit 1960 erfolgreich deutschsprachige Schlager. Noch während ihre letzte Produktion Wenn du gehst erfolgreich durch die deutschen Hitparaden lief, bereitete ihre US-amerikanische Plattenfirma MGM Records mit dem Lied Barcarole in der Nacht am 5. Februar 1963 eine neue deutschsprachige Aufnahme vor. Diese fand im Aufnahmestudio des Sahara Hotels in Las Vegas unter Leitung des deutschen Produzenten Gerhard Mendelson statt. Mendelson war eigentlich Produzent der deutschen Schallplattenfirma Polydor, hatte jedoch Connie Francis bereits bei ihrer ersten deutschsprachigen Produktion Die Liebe ist ein seltsames Spiel betreut, nachdem Polydor ab 1959 begonnen hatte, MGM-Platten als Sublabel in Deutschland zu vertreiben. Werner Scharfenberger hatte für Connie Francis bereits die Erfolgstitel Einmal komm' ich wieder (1961) und Wenn du gehst komponiert. Textautor Kurt Feltz arbeitete seit Jahren mit Scharfenberger zusammen, beide hatten zuletzt erfolgreiche Schlager wie Sweety für Peter Kraus oder Heißer Sand für Mina geschrieben. Feltz’ Barcarole ist ein sehr tränenreiches Lied, in dem der verflossene Pierro beweint wird: „Er heißt Pierro, und es gibt eine and're, die er liebt.“
Die neue Single mit dem Titel Barcarole in der Nacht kam mit der Katalognummer MGM 61078 erst im Mai 1963 auf den Markt, bis dahin hatte sich noch Wenn du gehst in den Hitparaden behauptet. Der für die B-Seite vorgesehene Song Colombino war bereits am 13. April 1962 im Wiener Austrophon Studio produziert worden.

## Erfolge
Die deutsche Musikzeitschrift Musikmarkt erwähnte Barcarole in der Nacht erstmals in ihrer Hit-Parade für Juni 1963 als bester Neueinsteiger auf Platz fünf. In der Juli-Hit-Parade lag der Titel auf dem ersten Platz, anschließend wurde er noch bis zum November 1963 notiert. Damit kam er auf eine Laufzeit von 24 Wochen. In der wöchentlichen Musicbox der Jugendzeitschrift Bravo hielt sich Barcarole in der Nacht 18 Wochen lang und belegte zweimal Platz eins. Das brachte dem Song Rang vier in der Jahres-Musicbox 1963 ein.

## Coverversionen
Im selben Jahr wie MGM veröffentlichten zwei weiteren Plattenfirmen Barcarole in der Nacht auf eigenen Singles. Das auf Coverversionen spezialisierte Label Tempo brachte den Titel mit Charlotte Marian auf der B-Seite der Single Nr. 900 heraus. Das Billiglabel Starlet ließ den Song von der erst 14-jährigen Mary Roos auf der Single 2158 singen. Die niederländische Sängerin Imca Marina veröffentlichte 1963 für den deutschen Musikmarkt eine weitere Version von Barcarole in der Nacht. Zur selben Zeit schrieb der Texter Stig Rossner einen schwedischen Text mit dem Titel Det är kärlek jag vill ha, der mit der schwedischen Sängerin Ann-Louise Hanson von Metronome veröffentlicht wurde. 1965 kam in Finnland eine Version mit dem Titel Mattiin maijaan, gesungen von Veikko Tuomi, auf Odeon heraus.